# Густав Гесс-де-Кальве
Густав Густавович Гесс-де-Кальве (нім. Gustav Adolf Hess de Calve, 1784, Пешт, Австрійська імперія — після 1837, Серафимівка, Харківська губернія, Російська імперія) — мінералог, композитор, музикант, доктор філософії, гірничий начальник Луганського  чавуноливарного заводу (1822-1827).

## Біографія
Народився в 1784 році у місті Пешті, Австрійська імперія). 
У 1798 поступив до Празького університету, в якому вивчав історію, філологію, логіку, математику і фізику. Разом із дядею, який отримав службове доручення у Венеції, поїхав до Італії, де вивчав медицину. Як музикант виступав з концертами у Пешті, Львові, Кракові, Варшаві.
1805 року поступив на військову службу офіцером у гусарський полк. Воював у війні проти наполеонівської Франції. Брав участь в Аустреліцькій битві. Після поранення перейшов на службу до російської армії. 
1810 року після виходу у відставку одружився з Серафимою Мечниковою й оселився в її маєтку Серафимівка Харківської губернії.
1812 року захистив дисертацію лат. «Dissertatio inauguralis de genuino philosophiae charactere» на ступінь доктора філософії. Однак йому відмовили  надати професорську кафедру. 

## Діяльність у Луганську
За сприяння впливового брата дружини Євграфа Мечникова, який був сенатором і директором гірничого департаменту, був зарахований на службу у департамент гірничих і соляних справ. 1816-1822  роках у званні обер-гітенфервальтера 8 класу обіймав посаду старшого члена правління Луганського  чавуноливарного заводу, а згодом у званні обер-бергмейстера 7 класу — гірничого начальника того ж заводу (1822-1827).
Водночас продовжує займатися наукою і музикою. 1816 року в журналі «Украинский вестник» опублікували уривки, а 1818 року в Харківському університеті вийшла друком повністю його фундаментальна праця «Теорія музики». Гесс-де-Кальве захоплювався народною музикою. Ним були написані кілька варіацій на тему українських народних пісень.
Став одним з перших біографів видатного українського філософа Григорія Сковороди.
На посаді гірничого начальника Луганського заводу впровадив у життя кілька важливих заходів. Був запущений новий свердлувальний цех. Збудував шпиталь, який тривалий час залишався єдиним медичним закладом в окрузі. За його ініціативи була відкрита гірничозаводська школа, перше професійне навчальне училище у Лівобережній Україні. Започаткував зразкову ферму, яка почала працювати з 1827 року. Заснував зразковий мінералогічний кабінет Луганського заводу для вивчення гірничими офіцерами та працівниками геологічних партій різних мінералів. Це був перший музей у Луганську. 
Усі проекти не фінансувалися державою, тому начальник змушений був виконувати приватні замовлення. 
1826 року за доносом звинувачений у незаконній розтраті державних коштів і звільнений з посади. Після шестирічного розслідування суд заборонив займати державні посади і сплатити в скарбницю близько 6 000 рублів.
Залишив Луганськ і відправився у свій маєток у Серафимівку Харківської губернії, де помер близько 1838 року.

## Праці
- Теория музыки, или рассуждение о сем искусстве, заключающее в себе историю, цель, действие музыки, генерал-бас, правила сочинения (композиции), описание инструментов, разные роды музыки и все, что относится к ней в подробности.
- О шуточном и смешном («Украинский Вестник», 1817)
- Сковорода — украинский философ («Украинский Вестник», 1817)
- О чихании, или о причинах желания при сем здоровья, уривок з невиданої праці «О суеверии» (1818)
- Опыт исторического исследования об образовании человеческих способностей, в особенности по части минералогии (журнал «Соревнователь. Труды Вольного общества любителей российской словесности», 1820)
- Несколько слов о древних рудниках в Сибири
- Об открытии новых минеральных источников на Кавказе («Отечественные Записки», 1825).

### Музичні твори
- концерт для 2 фортепіано з оркестром
- варіації на теми українських народних пісень («Як казала матуся» та ін.)